# توم وليامز (لاعب هوكي جليد)
توم وليامز (بالإنجليزية: Tom Williams)‏ هو لاعب هوكي جليد أمريكي، ولد في 17 أبريل 1940 في دولوث في الولايات المتحدة، وتوفي في 8 فبراير 1992 في مارلبورو في الولايات المتحدة.

## وصلات خارجية
- تومي وليامز على موقع دوري الهوكي الوطني (الإنجليزية)
- تومي وليامز على موقع قاعة مشاهير الهوكي (لاعب أن.إتش.أل) (الإنجليزية)
- تومي وليامز على موقع EliteProspects.com (الإنجليزية)
- تومي وليامز على موقع HockeyDB.com (الإنجليزية)
- تومي وليامز على موقع Hockey-Reference.com (الإنجليزية)
- تومي وليامز على موقع أوليمبيديا (الإنجليزية)